# Augyles tokejii
Augyles tokejii is een keversoort uit de familie oevergraafkevers (Heteroceridae). De wetenschappelijke naam van de soort is voor het eerst geldig gepubliceerd in 1958 door Nomura.